# Jキッズ牙
『Jキッズ牙』（ジェイキッズきば）とは、『コミックボンボン』（講談社）に連載されたサッカー漫画。作者ははやさかゆう。

## あらすじ
旅行中に親とはぐれ、ブラジルはサンパウロのスラム街でストリートチルドレンをしている少年、キバ。そんな彼を日本から帰省中のカリオカが見出して、AJ（オールジャパン）プロリーグにつれてきた。
それから、数多のライバルとの試合を経て、ついには実の親と再会するまでを描いた物語。

## 登場人物
キバ・コージ
本作品の主人公。超大型助っ人としてヴェルティ（モデルはヴェルディ川崎）にやってきた。年齢は12歳くらい。小柄な体格と、自由に動き回るプレイスタイルからつけられたあだ名は山猫（オセロット）。
カリオカ
ヴェルティの選手。キバをサンパウロのスラム街から日本につれてきた。モデルはラモス瑠偉。
カズ
ヴェルティの選手。最初はAJプロリーグに子供（キバ）を入れることに懐疑的であったが、プレイを見て理解を示す。セリエAに旅立つさいに、チームの優勝を願ってつけたミサンガをキバに託す。モデルは三浦知良。
ブジヨシ
ヴェルティの選手。本作品のギャグ担当。モデルは藤吉信次。
ジーゴ
アンドラーズ（モデルは鹿島アントラーズ）の選手。当初、カズと同様にキバに懐疑的な態度をとっていたが、対戦後「キバがプロで5年耐えられたら、ペレを超えるスターになれるだろう」と評した。モデルはジーコ。
ミハエル・フェルスター
レッド（モデルは浦和レッズ）の選手。14歳にしてドイツ・ブンデスリーガでレギュラーで活躍していた選手として、鳴り物入りでレッドに加入した少年Jリーガー。キバのライバル。
内田ミカ
ヴェルティのサポーター。キバのガールフレンド。トラックにひかれそうなところを、キバにボールをぶつけられる事で助かったが、状況を把握していないミカはキバにビンタをしてしまう。このことよりキバから「ビンタ女」と呼ばれることになる。

## 単行本
単行本はボンボンKCとして2巻まで発行されているが、最終話を含む連載された後半部は未収録。
1. ISBN 4-06-321722-1（1994/11）
2. ISBN 4-06-321753-1（1995/9）